# Oberhünigen
Oberhünigen är en ort och kommun i distriktet Bern-Mittelland i kantonen Bern, Schweiz. Kommunen har 315 invånare (2023).